# Rizovka
Rizovka nebo také Rizova stráň je označení pro severnější část průhonické Dendrologické zahrady. Tato část neleží v Průhonicích, ale v pražském katastrálním území Křeslice. Proti průhonické části zahrady, která je blíže k dálnici, je Rizovka méně navštěvovaná a pozemky v ní více využívá Výzkumný ústav Silva Taroucy pro krajinu a okrasné zahradnictví až od roku 1983.

## Popis
Rizovka je vlastně zatravněná plocha přibližně čtvercového tvaru. Kolem vede hlavní cesta a příčnými cestami je plocha rozdělená na menší části, ve kterých jsou tematicky uspořádané skupiny sbírkových rostlin, zejména dřevin. Jejich uspořádání je patrné z mapy. Od jihovýchodního rohu Rizovky ve směru hodinových ručiček:
- pokusné trvalkové záhony (nad Černým rybníkem)
- severně nad hlavní cestou historické odrůdy růží
- okrasné trávy (u nich je jako artefakt kruh ze vztyčených kamenů)
- na západní straně stromořadí jilmů, podél cesty sakury, jírovce, borovice, břízy
- na severní straně jehličnany a rododendrony
- v severovýchodním cípu hrušně a vrby
- na východní straně javory, duby, buky a okrasné jabloně
- ve střední části plochy různé domácí dřeviny, tavolníky, šeříky a jeřáby

Rozsah výsadby i uspořádání jednotlivých druhů se může během doby měnit.

## Galerie

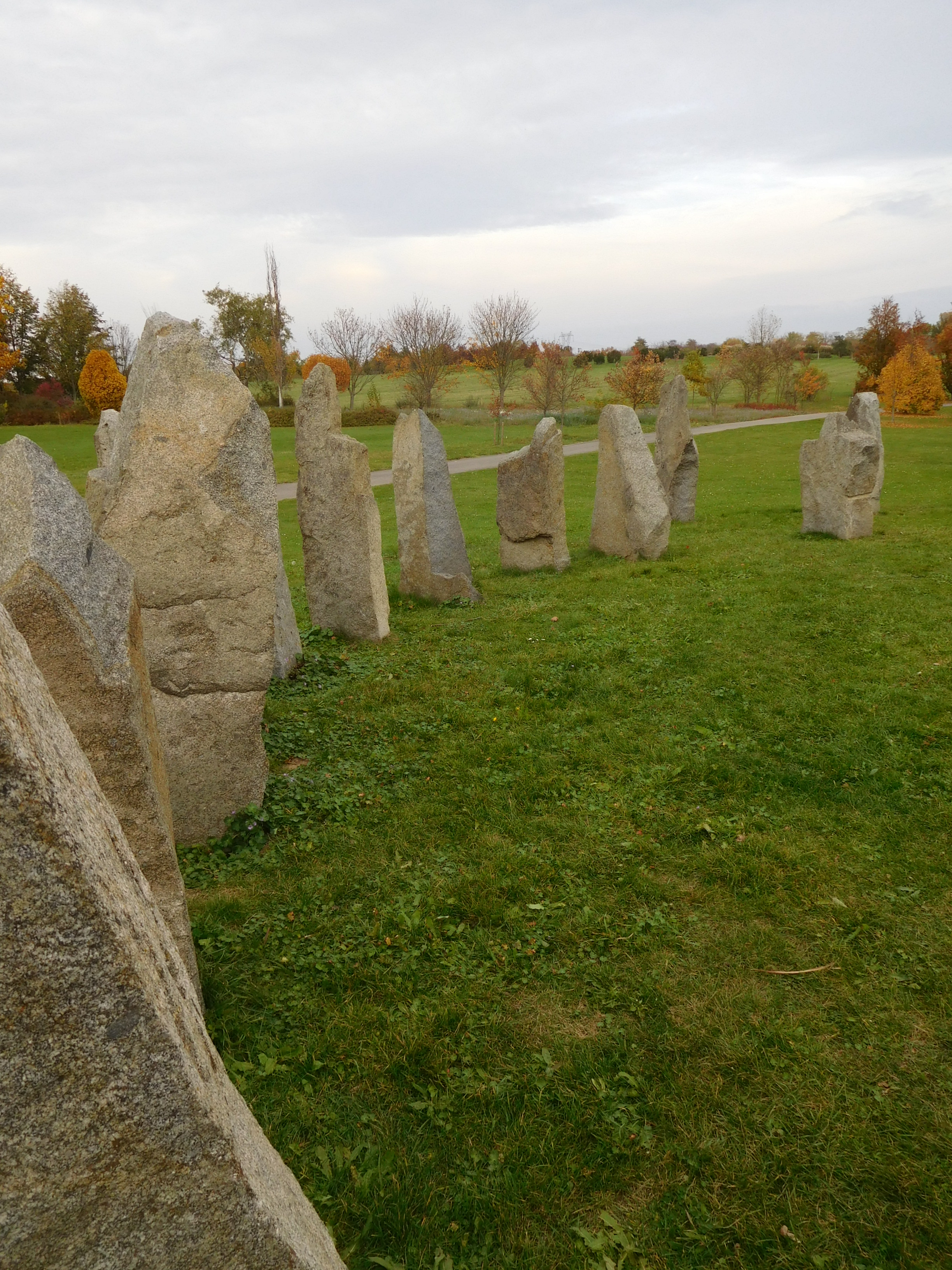
Kameny u Rizovky
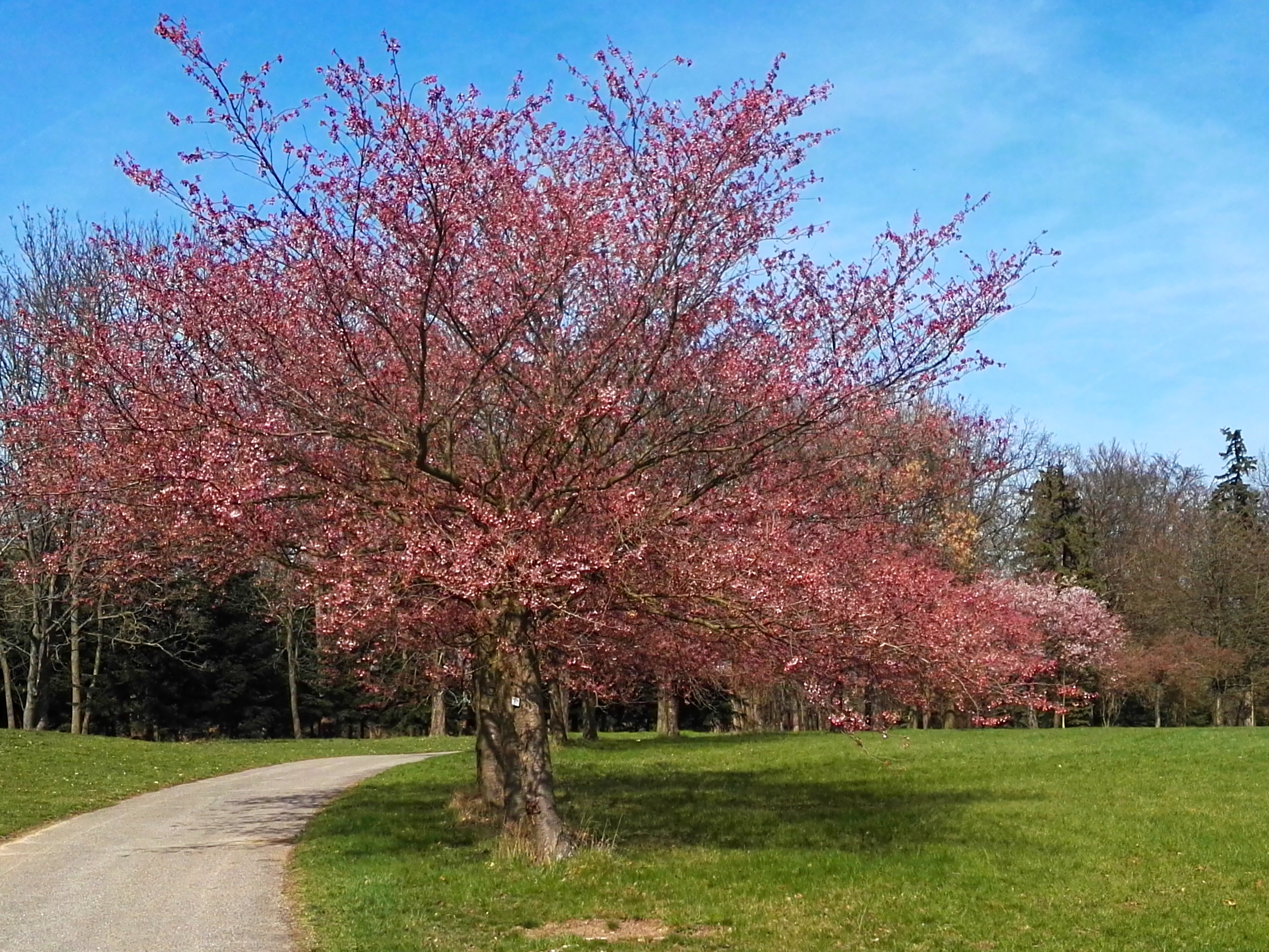
Rozkvétající sakury (březen 2019)
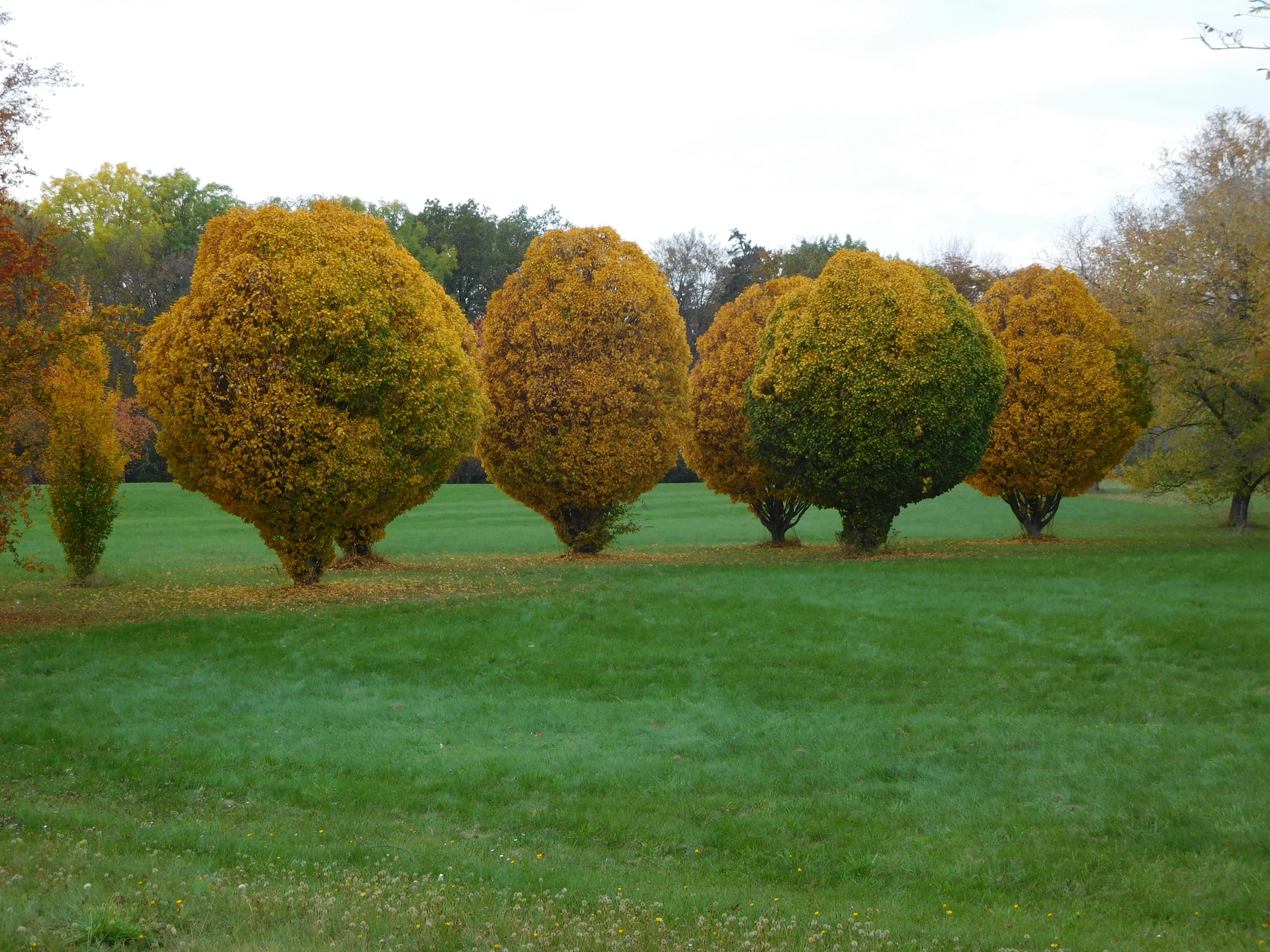
Rizovka, stromořadí
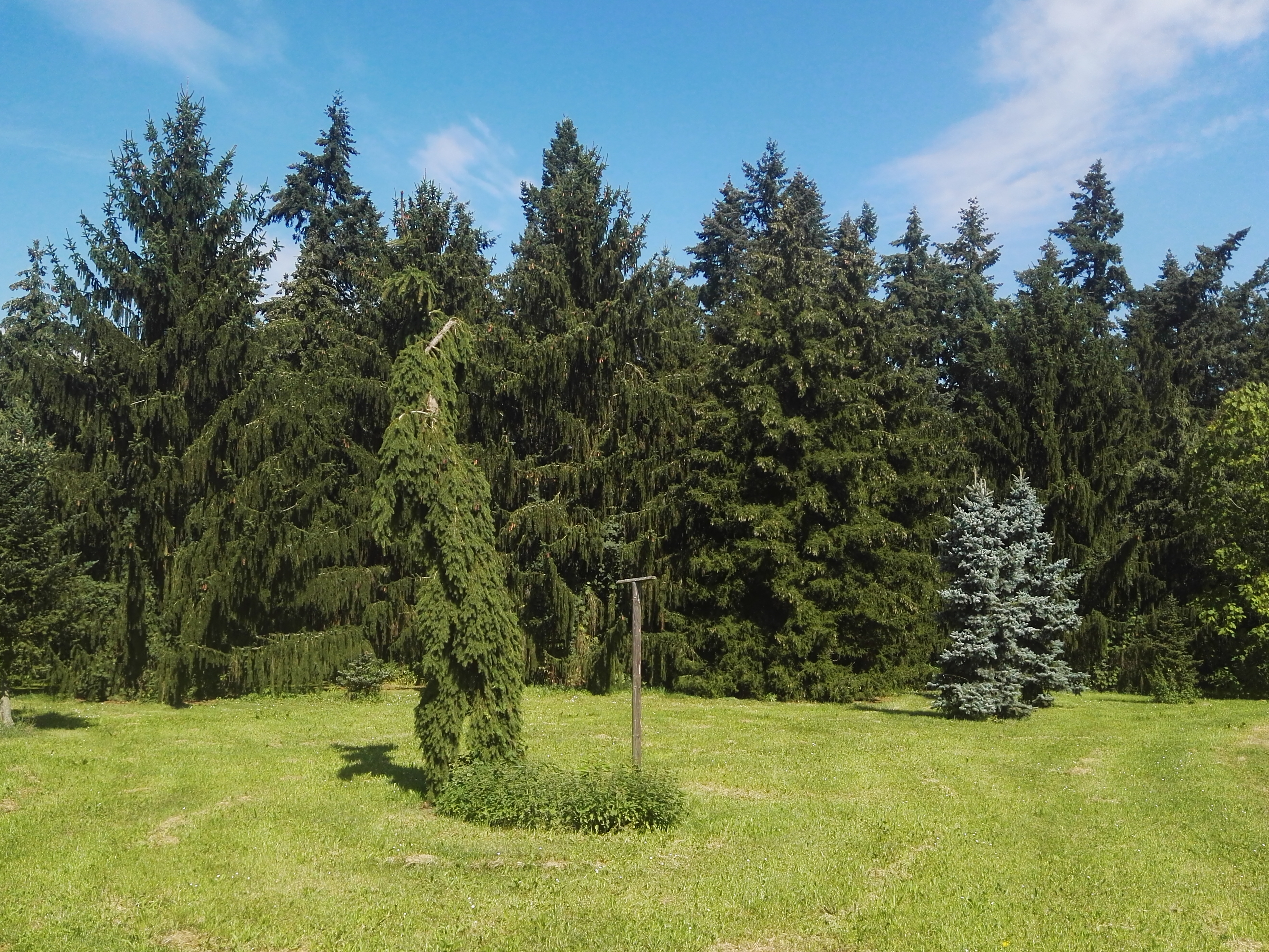
Jehličnany v severozápadním cípu Rizovky
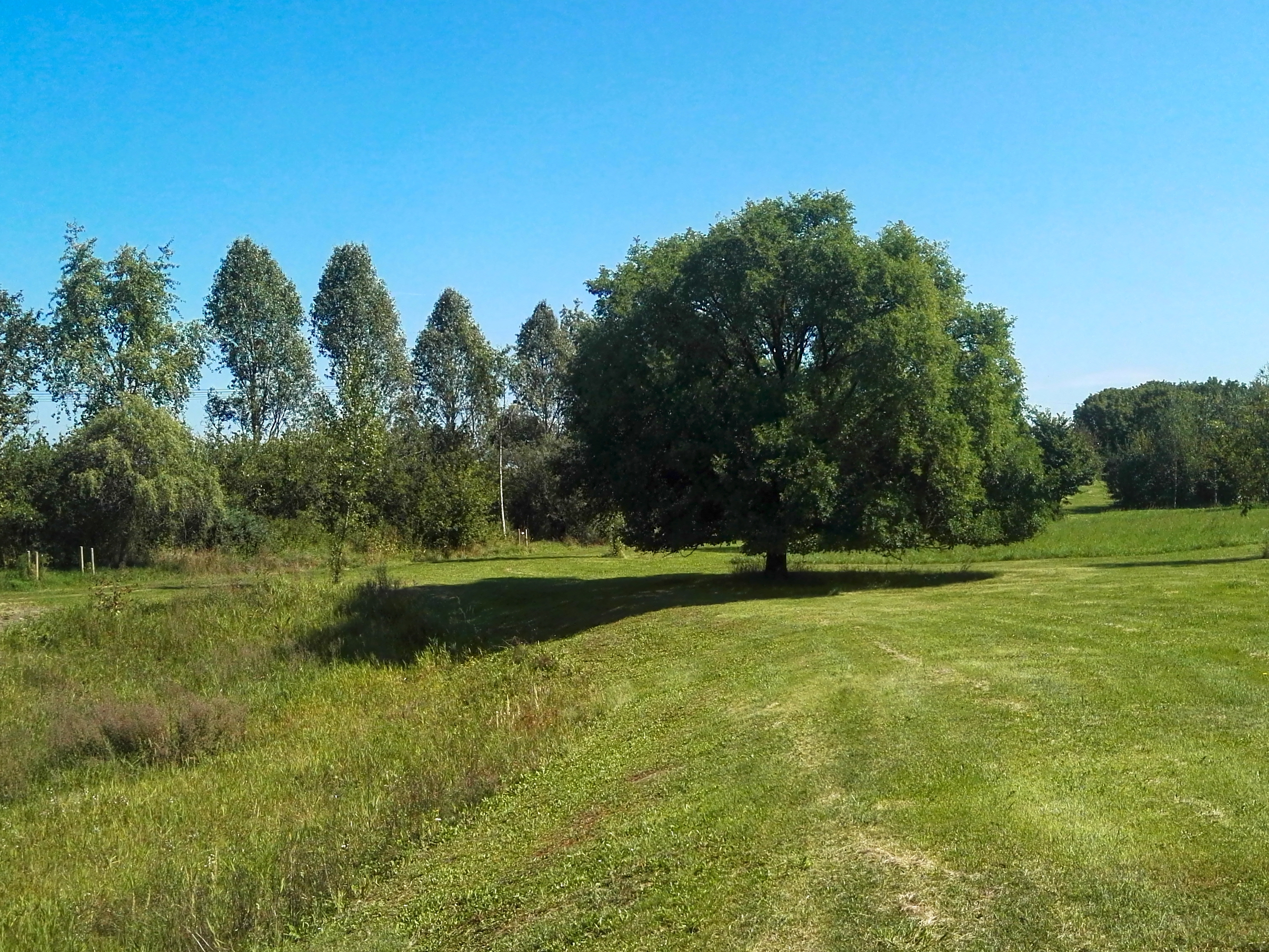
Jilm u Suchého rybníka